# Музей родинних професій
Музей родинних професій — приватний музей в Івано-Франківську.

## Короткий опис
Ініціатором створення музею та власником багатьох експонатів є заслужений журналіст України Роман Фабрика.
У приміщенні, спеціально спорудженому для музею, виставлено численні атрибути багатьох професій, а також предмети побуту. Більшість експонатів відреставровані засновником музею. Девіз музею: «Від плуга до комп'ютера».
Музейна експозиція розповідає про 150 родинних професій за останні двісті років. Тут можна побачити типове знаряддя праці пасічників, архітекторів, ковалів, лікарів, будівельників, геологів, шахтарів, музикантів, агрономів, зоотехніків, вчителів, садівників тощо.
У «Музеї родинних професій» представлено добротно відреставровані плуг і борону, старовинну прялку і керамічний посуд, художнє ткацтво та ковальські інструменти.